# UAE1000ギニー
UAE1000ギニー（ユーエーイー1000ギニー、UAE One Thousand Guineas）とはドバイレーシングクラブがメイダン競馬場の1600メートルで行う競馬の競走である。

## 概要
競走馬の出走条件はサラブレッド系3歳牝馬限定（ただしアラブ首長国連邦では馬齢表記を南半球の基準で定めているため、北半球の基準で表記すると北半球産3歳馬ならびに南半球産4歳）である。
メイダン競馬場がオールウェザー馬場を採用していたので2014年まではオールウェザーで行われていたが、2015年からダート馬場に変わった。
ドバイレーシングカーニバルに指定されている。
かつてはドバイ牝馬三冠競走の第2戦目として施行されていたが、2003年を最後に第1戦目のムーンシェルマイルが消滅したために現在はドバイ牝馬三冠競走の概念は無い。

## 歴史
- 2001年 - 創設。
- 2005年 - 創設以降サイード・ビン・スルール調教師が5連覇を達成。
- 2006年 - ヴェイグが優勝し、UAE調教馬以外が初勝利。

## 歴代優勝馬
※馬齢表記は北半球の基準で表記。
| 回     | 施行日        | 調教国・優勝馬   | 性齢 | タイム  | 優勝騎手       | 管理調教師         |
| ------ | ------------- | ---------------- | ---- | ------- | -------------- | ------------------ |
| 第1回  | 2001年3月15日 | Muwakleh         | 牝3  | 1:35.93 | R.ヒルズ       | S.ビン・スルール   |
| 第2回  | 2002年3月14日 | Infinite Spirit  | 牝3  | 1:37.97 | J.キャロル     | S.ビン・スルール   |
| 第3回  | 2003年3月13日 | Mezzo Soprano    | 牝3  | 1:37.55 | K.マカヴォイ   | S.ビン・スルール   |
| 第4回  | 2004年2月7日  | Catstar          | 牝3  | 1:40.46 | L.デットーリ   | S.ビン・スルール   |
| 第5回  | 2005年2月17日 | Satin Kiss       | 牝3  | 1:39.25 | L.デットーリ   | S.ビン・スルール   |
| 第6回  | 2006年2月16日 | Vague            | 牝3  | 1:37.83 | M.キネーン     | J.ノスィーダ       |
| 第7回  | 2007年2月15日 | Folk             | 牝3  | 1:35.84 | K.マカヴォイ   | I.モハメド         |
| 第8回  | 2008年2月8日  | Cocoa Beach      | 牝4  | 1:37.68 | T.ダーカン     | S.ビン・スルール   |
| 第9回  | 2009年2月6日  | So Shiny         | 牝4  | 1:39.06 | M.キネーン     | J.バートン         |
| 第10回 | 2010年2月11日 | Siyaadah         | 牝3  | 1:37.21 | A.アジテビ     | S.ビン・スルール   |
| 第11回 | 2011年2月3日  | Mahbooba         | 牝3  | 1:36.50 | C.スミヨン     | M.デ・コック       |
| 第12回 | 2012年2月3日  | Gamilati         | 牝3  | 1:38.84 | L.デットーリ   | M.アル・ザルーニ   |
| 第13回 | 2013年2月7日  | Lovely Pass      | 牝3  | 1:38.99 | A.アジテビ     | S.ビン・スルール   |
| 第14回 | 2014年2月6日  | Ihtimal          | 牝3  | 1:36.64 | S.デ・ソウザ   | S.ビン・スルール   |
| 第15回 | 2015年2月5日  | Local Time       | 牝3  | 1:39.69 | J.ドイル       | S.ビン・スルール   |
| 第16回 | 2016年2月11日 | Polar River      | 牝3  | 1:37.09 | P.ドッブス     | D.ワトソン         |
| 第17回 | 2017年2月9日  | Nashmiah         | 牝3  | 1:40.76 | M.バルザローナ | N.Bachalard        |
| 第18回 | 2018年2月8日  | Winter Lightning | 牝3  | 1:38.19 | P.Cosgrave     | S.ビン・スルール   |
| 第19回 | 2019年1月31日 | Silva            | 牝3  | 1:39.62 | O.マーフィー   | M.P.Brandt         |
| 第20回 | 2020年1月23日 | Dubai Love       | 牝3  | 1:37.98 | P.Cosgrave     | S.ビン・スルール   |
| 第21回 | 2021年1月28日 | Soft Whisper     | 牝3  | 1:38.67 | L.デットーリ   | S.ビン・スルール   |
| 第22回 | 2022年1月28日 | Shahama          | 牝3  | 1:39.08 | A.Vries        | F.Abdulla          |
| 第23回 | 2023年1月20日 | Mimi Kakushi     | 牝3  | 1:39.48 | M.バルザローナ | S.ビン・ガデイヤー |